# آنوری
آنوری یک شهرداری است که در ایالت آمازوناس (برزیل) ، برزیل واقع شده است.

جمعیت این شهر در سال ۲۰۱۶ ، ۱۹٬۷۴۹ بوده و مساحت کل آن ۵٬۷۹۵٬۲۸۳ کیلومتر مربع است.